# 大島花子
大島 花子（おおしま はなこ、1973年10月7日 - ）は、日本の歌手・シンガーソングライター。愛称は「花ちゃん」。マネージメントはキョードー・プロモーション。父は歌手の坂本九、母は女優の柏木由紀子、妹は舞坂ゆき子。従兄はサックス奏者の阿部薫。
東京都出身。東洋英和女学院小学部、東洋英和女学院中学部・高等部、東洋英和女学院大学卒業。既婚者で息子が一人いる。

## 人物
1992年にミュージカル「大草原の小さな家」で初舞台。
その後、「ヘアー'97」、「泣かないで」、映画「ひめゆりの塔」などに出演するが、自分の言葉で表現したいとOLをしながらアーティスト活動を開始。2003年「見上げてごらん夜の星を」（東芝EMI）でメジャーデビュー。カップリングは自身が作詞作曲をした「どっちの料理ショー」（日本テレビ系）エンディングテーマ「日曜のブランチ」。
2004年には、日本レスリング協会応援ソング「TEAM」（オーマガトキ）をリリース。
2007年よりChoro Clubの笹子重治とのデュオライブを定期的に開催。
2009年2月に第一子となる男児を出産後は「親子コンサート」なども行い子育て中の母親達の間で人気を博す。特に読み聞かせを歌で行う「はらぺこあおむし」が話題に。2011年の母の日に、公益財団法人ジョイセフのチャリティーCD「Lumiere」をリリース。被災地に住む子育てママにプレゼントした曲が話題を呼ぶ。母・柏木由紀子、妹・舞坂ゆき子とのユニット「ママエセフィーユ」としてのクリスマスコンサートは年末の恒例となっている。
2014年にファーストアルバム「柿の木坂」をリリース。忌野清志郎の日本語詞による「イマジン」や「岸壁の母」「一本の鉛筆」といったメッセージ性の強いカバー曲や、笹子重治との共作のオリジナル曲「日時計」「ふれてさわって」、NNNストレートニュースのウェザーテーマとなった「カトルカール」などを収録。中でも坂本九が自身の父親について作詞曲した「親父」は反響が多く、2016年2月にシングルver.を新たにリリース。翌月にはUSEN演歌・歌謡週間チャートで1位を獲得する。
同年3月、WOWOWのドキュメンタリー番組「ノンフィクションW」で「被災地に歌う"上を向いて歩こう”大島花子・父と紡ぐ心のメロディー〜」が放送。継続的に行っていた東北の被災地での心の交流を描き、衛星放送オリジナル番組アワード最終ノミネートされる。
2016年には、茨城県石岡市の合併10周年を記念し、「石岡市民の歌　石岡、わがふるさと」を作詞・作曲。同年9月1日には、同市内にある東日本旅客鉄道（JR東日本）常磐線・石岡駅の2番線で、作詞・作曲した「ここで君を待ってるよ」が発車メロディとして採用される（福嶋尚哉が編曲したものを使用。）。
2017年、かねてよりライブでよく歌っていた「ヨイトマケの唄」をシングルとしてリリース。
2018年、アリバム「ひめりんご」リリース。プロデユーサー／アレンジャーに笹子重治、西村由紀江、桑原あいの3人のアーティストを迎え、「愛」をテーマにカバーからオリジナルまで幅広い選曲となっている。

### その他
自身が11歳の時、日本航空123便墜落事故で父親を亡くした経験から、グリーフケアについて学ぶようになり、音楽の場でグリーフをサポートできるようにと年に2回「Concert for grief」と題したホールコンサートを開催している。
ライブの中では、手話を使って客席とともに歌うことが多く、命の尊さをテーマとしたコンサートは人権フェスティバルや福祉関連のイベントでゲストとして招かれることも多い。

## アルバム
- 2015年 - 柿の木坂
- 2018年 - ひめりんご

## シングル
- 2016年 - 親父
- 2017年 - ヨイトマケの唄

## テレビ出演
- 2012年 - すくすく子育て・グラン・ジュテ 私が跳んだ日（共にNHK教育テレビジョン）
- 2013年 - NHK歌謡コンサート（NHK総合テレビジョン）
- 2015年 - ノンストップ!（フジテレビ）

首都圏ニュース・NHK歌謡コンサート（NHK総合テレビジョン）
あなたの歌謡リクエスト（BSフジ）
踊る!さんま御殿!!（日本テレビ）
ワイド!スクランブル（テレビ朝日）
Nスタ（TBSテレビ）
- 2016年 - ノンフィクションW・上を向いて歩こう（WOWOW）

大島花子　父と紡ぐ心のメロディー
news every.・タネをまくひと（日本テレビ）
- 2017年 - ビビット（TBSテレビ）

## ラジオ番組
レギュラー
- 服部幸應 WELL TASTE（2003年 - 2008年3月：NACK 5）
- 大島花子のステキなタイミング〜愛をてわたし（2017年4月 - 9月：山形放送、2017年4月のみ：熊本放送）
- 大島花子 しあわせの花（2019年10月 - ：秋田放送・新潟放送・山梨放送・静岡放送・RSK山陽放送）

ゲスト出演
- シナプス（2011年、TOKYO FM）
- ラジオビタミン（2011年、NHKラジオ第1放送）
- 日曜はがんばらない（2011年、文化放送）
- 大沢悠里のゆうゆうワイド（2015年、TBSラジオ）
- 土曜ワイドラジオTOKYO 永六輔その新世界（2015年、TBSラジオ）
- 走れ!歌謡曲（2015年、文化放送）
- 大竹まこと ゴールデンラジオ!（2015年、文化放送）
- 杉紀彦のラジオ村（2015年、ラジオ日本）
- フォーク魂（2015年、ラジオ日本）
- マイ プレイリスト （2015年、ニッポン放送）

など